# Cryptocarya nigra
Cryptocarya nigra är en lagerväxtart som beskrevs av André Joseph Guillaume Henri Kostermans. Cryptocarya nigra ingår i släktet Cryptocarya och familjen lagerväxter. Inga underarter finns listade i Catalogue of Life.